# Sử Hiến Thành
Sử Hiến Thành (chữ Hán: 史憲誠, bính âm: Shi Xiancheng, ? - 30 tháng 7 năm 829), là Tiết độ sứ Ngụy Bác dưới triều đại nhà Đường trong lịch sử Trung Quốc, cai trị bán li khai với chính quyền trung ương. Ông đoạt quyền của tiết độ sứ Điền Bố năm 822, và làm tiết độ sứ được 7 năm trước khi bị giết bởi loạn quân do Hà Tiến Thao cầm đầu.

## Phục vụ Điền Hoằng Chánh
Sử sách không nêu rõ Sử Hiến Thành. Tổ tiên của ông là người dân tộc Hề, về sau theo về với nhà Đường và định cư tại Linh Vũ. Tổ phụ của ông là Sử Đạo Đức, phục vụ trong quân đội Ngụy Bác khi đó nằm trong tay Điền Thừa Tự; do lập được nhiều công lao nên được phong tới tận chức Khai phủ nghi đồng tam ti, Thái thường khanh, Thượng trụ quốc, Hoài Trạch quận vương. Phụ thân là Sử Chu Lạc, làm Ngụy Bác quân giáo phụng sự Tiết độ sứ Điền Quý An, làm quan tới Binh mã đại sứ, Ngân Thanh Quang Lộc đại phu, Kiểm giáo thái tử tân khách kiêm Ngự sử trung thừa, Trụ quốc Bắc Hải quận vương.
Sử Hiến Thành từ lúc nhỏ đã tỏ ra tài giỏi và dũng cảm, thường đi theo cha mình quản lý quân đội và được trao quan chức. Từ năm 812, Tiết độ sứ Điền Hoằng Chánh theo về với triều đình và tham gia thảo phạt các trấn làm phản. Năm 819, Điền Hoằng Chánh theo lệnh của vua Đường Hiến Tông cử quân đi đánh Tiết độ sứ Bình Lư Lý Sư Đạo. Sử Hiến Thành được giao nhiệm vụ dẫn 4000 quân làm tiên phong, vượt sông Hoàng Hà tiến vào đất Tề. Về sau Lý Sư Đạo bị cấp dưới là Lưu Ngộ sát hại, trấn Bình Lư trở về với triều đình. Do lập được công lớn trong trận đó, Sử Hiến Thành được phong làm Ngự sử trung thừa.

## Tiếp quản Ngụy Bác
Năm 820, Tiết độ sứ Thành Đức Vương Thừa Tông qua đời. Quân trung ủng hộ người em là Vương Thừa Nguyên kế nhiệm, song Vương Thừa Nguyên lại từ chối và dâng biểu lên triều đình xin giao lại trấn. Vua Mục Tông chuyển Thừa Nguyên làm Tiết độ sứ Nghĩa Thành, chuyển Điền Hoằng Chánh đến làm Tiết độ sứ Thành Đức, Tiết độ sứ Bân Ninh Lý Tố tiếp quản trấn Ngụy Bác. Mùa thu năm 821, Vương Đình Thấu cầm đầu loạn binh Trấn châu nổi dậy giết Điền Hoằng Chánh. Lý Tố nghe tin rất tức giận và chuẩn bị đem quân thảo phạt Vương Đình Thấu, tuy nhiên lại nhanh chóng lâm bệnh rồi mất. Vua Mục Tông quyết định phong cho con Hoằng Chánh là Điền Bố làm Tiết độ sứ Ngụy Bác, dẫn quân thảo phat Vương Đình Thấu.
Điền Bố bổ dụng Sử Hiến Thành làm Tiên phong binh mã sử, ủy tác quân lính tinh nhuệ cho. Mùa đông năm 821, Điền Bố đem 30000 quân đóng lũy ở phía nam huyện Nam Cung để thảo phạt Vương Đình Thấu, chiếm được hai sách ở vùng Nam Cung. Lúc đó ở U châu, Chu Khắc Dung bắt giam tiết độ sứ Trương Hoằng Tĩnh, liên quân với Trấn châu cùng làm loạn. Sử Hiến Thành cũng bí mật hợp tác với họ và nảy sinh ý đồ khác.
Lúc này quân Ngụy Bác lâm vào tình thế khó khăn. Theo bản tấu của Bạch Cư Dị gửi lên hoàng đế nhà Đường, quân sĩ Ngụy Bác trước kia từ thời Điền Hoằng Chánh đã quen với việc được triều đình hậu đãi, đến nay lại phải chiến đấu mệt nhọc, lời ta thán bắt đầu nổi lên. Cộng thêm khi đó là mùa đông, bão tuyết hoành hành, lương thực nuôi quân không vận chuyển tới được, nên Điền Bố phải cho thu gom lương thực từ sáu châu Ngụy Bác, điều này khiến quân sĩ bất bình. Sử Hiến Thành chớp lấy cơ hội, kích động quân sĩ nổi lên phản đối. Mùa xuân năm 822, có chiếu để Điền Bố dẫn lực lượng của mình đến trại tiết độ sứ Trung Vũ để tấn công Trấn châu từ phía đông, phần lớn binh sĩ đã bỏ trốn khỏi trại và đến chỗ Sử Hiến Thành. Điền Bố khi đó chỉ còn trong tay 8000 quân và buộc phải quay trở về Ngụy châu.
Ngày 5 tháng 2, Điền Bố cùng lực lượng của mình về đến Ngụy châu. Ngày hôm sau, ông hội chư tướng đến bàn việc ra quân lần nữa. Quân sĩ không đồng tình và buộc Điền Bố li khai với nhà Đường. Điền Bố biết âm mưu li gián của Sử Hiến Thành, than rằng sự việc đã hỏng, rồi rút gươm tự sát.
Sử Hiến Thành được tin liền dẫn quân về Ngụy châu. Được sự ủng hộ của các tướng sĩ, ông tự sự là Ngụy Bác quân tiết độ sứ; triều đình nhà Đường quyết định công nhận ngôi vị của ông. Do được ân sủng nên Sử Hiến Thành tỏ ra trung thành với triều đình, nhưng bên trong vẫn bí mật câu kết với hai quân U, Trấn, mong thực hiện chế độ cha truyền con nối ở Hà Bắc.

## Cai trị thời kì đầu
Cũng trong năm 822, quân sĩ ở trấn Tuyên Vũ dưới sự cầm đầu của Lý 㝏 nổi dậy trục xuất Tiết độ sứ Lý Nguyện. Lý 㝏 sau đó dâng biểu thỉnh cầu được làm Tiết độ sứ và Sử Hiến Thành cũng dâng biểu tiến cử. Thậm chí ông còn đưa quân đến đóng tại Lê Dương để sẵn sàng hỗ trợ cho Lý 㝏. Tuy nhiên quân nhà Đường nhanh chóng đàn áp cuộc nổi dậy trong bể máu, Sử Hiến Thành lo sợ, nói với tuyên úy Vi Văn Khác
Hiến Thành là người Phiên, cũng coi như loài chó, chỉ biết có chủ mình thôi. Tuy dù có bị đánh đập hành hạo cũng không đành rời xa chủ.
Triều đình nhà Đường thăng ông làm Tả bộc xạ, rồi Tư không. Năm 826, Tiết độ sứ Hoành Hải Lý Toàn Lược qua đời, con trai là Lý Đồng Tiệp chiếm cứ đất Thương không chờ mệnh triều đình. Sử Hiến Thành vốn từng lấy con gái Lý Toàn Lược nên tìm cách che chở cho Lý Đồng Tiệp, dâng thư nói Đồng Tiệp bị quân sĩ trục xuất và trốn sang Ngụy châu, sau lại nói là Đồng Tiệp đã trở về trấn an toàn.
Năm 827, Đường Văn Tông hạ chiếu đổi Đồng Tiệp làm Tiết độ sứ Duyện Hải, chuyển Ô Trọng Dận đến Hoành Hải. Lý Đồng Tiệp lấy cớ tướng sĩ bức ép mà kháng lại triều mệnh, tự chiếm cứ đất Thương. Do lo sợ Sử Hiến Thành và các trấn xung quanh sẽ giúp đỡ Lý Đồng Tiệp, triều đình nhà Đường tìm cách lấy lòng bằng cách phong ông chức Đồng trung thư môn hạ bình chương sự. Sau đó lấy cớ Lý Đồng Tiệp kháng mệnh, vua Văn Tông triệu tập quân đội các trấn gồm Sử Hiến Thành, Bân Ninh tiết độ sứ Vương Trí Hưng, Tiết độ sứ Bình Lư Khang Chí Mục, Tiết độ sứ Lư Long Lý Tái Nghĩa, Tiết độ sứ Nghĩa Thành Lý Thính, Tiết độ sứ Nghĩa Vũ Trương Bá cùng tấn công Hoành Hải. Tuy nhiên Sử Hiến Thành lại có ý đồ giúp đỡ cho Lý Đồng Tiệp. Khi sứ giả của Ngụy châu đến Trường An yết kiến tể tướng Vi Xử Hậu, đã nghe được rằng tể tướng Bùi Độ tin tưởng lòng trung thành của ông còn Vi Xử Hậu thì không; do đó ông lo vợ Xử Hậu sẽ khích Văn Tông thảo phạt mình, cho nên không dám giúp Lý Đồng Tiệp.

## Tấn công Hoành Hải và qua đời
Mùa đông năm 828, Sử Hiến Thành cùng con là Tiết độ phó sứ Sử Đường cử Chí Thiệu dẫn quân tấn công Hoành Hải. Quân đội triều đình liên tục giành chiến thắng khiến Tiết độ sứ Thành Đức Vương Đình Thấu (người ủng hộ Lý Đồng Tiệp) cảm thấy vô cùng bất an. Đình Thấu bèn tìm cách sai sứ đến thuyết phục Chí Thiệu trở giáo phản lại Sử Hiến Thành. Do đó, Chí Thiệu dẫn quân về Ngụy châu. Vua Văn Tông sai Bách Kì đến Nguỵ châu ủy lạo quân sĩ đồng thời triệu tập quân đội Hà Dương đến cứu Ngụy châu. Liên quân đánh bại Chí Thiệu, buộc Thiệu phải chạy trốn đến Thành Đức.
Lý Đồng Tiệp sắp bị đánh bại, bản thân Sử Hiến Thành cảm thấy bất an. Theo lời Sử Đường (về sau đổi tên là Sử Hiếu Chương), ông quyết định quy phục triều đình. Mùa xuân năm 829, Sử Hiến Thành sai Sử Hiếu Chương đến Trường An giao lại ấn tín, trả lại 6 châu Ngụy Bác. Sau khi Lý Đồng Tiệp bị đánh bại và giết chết, vua Văn Tông chia Ngụy Bác làm hai phần, giao cho Sử Hiếu Chương ba châu Tương, Vệ và Thiền, chuyển Sử Hiến Thành làm Tiết độ sứ Hà Trung, phần còn lại của Ngụy Bác giao cho Lý Thính. Đồng thời vua Đường cũng phong ông làm Thị trung. Tuy nhiên Lý Thính chần chừ không thông báo việc này đến Ngụy.
Sử Hiến Thành trước khi chuyển sang Hà Trung còn có ý định vét của cải Ngụy Bác để làm giàu riêng. Quân sĩ trong trấn được tin thì rất tức giận, họ cùng nhau tôn Nha nội đô tri binh mã sử Hà Tiến Thao làm minh chủ, tiến vào phủ giết Sử Hiến Thành. Khi Lý Thính đặt chân đến thì bị quân của Hà Tiến Thao đánh bại phải trở về. Sau đó nhà Đường buộc phải đồng ý công nhận Hà Tiến Thao làm Tiết độ sứ toàn bộ 6 châu của Ngụy Bác. Triều đình truy tặng Sử Hiến Thành làm thái úy. Về phần Sử Hiếu Chương về sau cũng được cất nhắc, lĩnh chức tiết độ sứ tam trấn.